# Una e una notte
Una e una notte è una raccolta di due racconti scritti da Ennio Flaiano.
Il primo racconta le vicende paradossali e tragicomiche di Graziano, un cronista, vitellone e svogliato, che si trascina per Roma tra avventure con una squillo e l'incontro con una misteriosa aliena. Il secondo racconto è invece ambientato nella campagna laziale, dove il protagonista (alter ego dello stesso Flaiano) si rifugia per allontanarsi dalla mondanità romana, ma si sente subito annoiato, confuso e invecchiato, e guarda con distacco e ironia il set di un film, le famiglie che vanno in vacanza al mare e la quieta noia della vita provinciale e i suoi riti.
Lo stesso Flaiano ha detto del suo libro: «I due racconti di questo libro sono le facce di una stessa medaglia... Un po' di esperienza ci insegna che pari e dispari sono segnati sullo stesso dado e che il dramma e la farsa accompagnano a vicenda un personaggio indeciso o semplicemente mediocre».